# Tanya Tucker
Tanya Tucker, född 10 oktober 1958 i Seminole, Texas, USA, är en amerikansk countrysångerska som debuterade som 13-åring 1972, och sedan kom att få flera Top 10- och Top 40-hitlåtar..
Tucker har sjungit tillsammans med bland andra Willie Nelson och Glen Campbell.

## Diskografi
Album
- Delta Dawn (1972)
- What's Your Mama's Name (1973)
- Would you lay with me (1973)
- Greatest Hits 1972-75 (1975)
- Tanya Tucker (1975)
- Lovin and Learnin (1976)
- Here's Some Love (1976)
- Ridin Rainbow (1976)
- You are so Beautiful (1977)
- Greatest Hits 1975-78 (1978)
- TnT (1978)
- Tear me Apart (1979)
- Dreamlovers (1980)
- The very Best of Tanya Tucker (1981)
- Shouild I Do It (1981)
- Tanya Tucker Live (1982)
- The Best of Tanya Tucker (1983)
- Changes (1983)
- Girls Like Me (1986)
- Love Me, Like You Used To (1987)
- Strong Enough To Bend (1988)
- Greatest Hits (1989)
- Tennessee Woman (1990)
- What Do I Do With Me (1991)
- The Best of Tanya Tucker (1992)
- Can't Run From Yourself (1992)
- Soon (1993)
- Fire To Fire (1995)
- Complicated (1997)
- Tanya (2002)
- Live at Billy Bob's Texas (Tanya Tucker album) (2005)
- My Turn (2009)
- While I'm Livin' (2019)

Dessutom sjunger hon ledmotivet, på grammofonskivan med sånger ur filmen The Night the Lights Went Out in Georgia (1981)